# S&M Airlines
S&M Airlines, drugi studijski album američkog punk rock sastava NOFX. Objavljen je 1989. u izdanju diskografske kuće Epitaph Records.

## Popis pjesama
| 1.    | »Day to Daze«                   | 1:54 |
| 2.    | »Five Feet Under«               | 2:42 |
| 3.    | »Professional Crastination«     | 2:43 |
| 4.    | »Mean People Suck«              | 2:02 |
| 5.    | »Vanilla Sex«                   | 2:31 |
| 6.    | »S&M Airlines«                  | 4:40 |
| 7.    | »Drug Free America«             | 3:37 |
| 8.    | »Life O'Riley«                  | 1:55 |
| 9.    | »You Drink You Drive You Spill« | 2:18 |
| 10.   | »Screamin for Change«           | 2:52 |
| 11.   | »Jaundiced Eye«                 | 3:48 |
| 12.   | »Go Your Own Way«               | 2:18 |
| 33:20 |                                 |      |

## Izvođači
| - Fat Mike - vokal, bas-gitara - Eric Melvin - gitara - Erik Shun - bubnjevi - Al Bino - gitara | - Brett Gurewitz - back vokal - Greg Graffin - back vokal |

### Produkcija
- Gurewitz - producent
- Edward Repka - ilustracije
- Donnell Cameron - omot (koncept)
- Gurewitz i Cameron - inženjeri
- Alison Braun - fotografija

## Vanjske poveznice
- S&M Airlines na sputnikmusic.com